# Tenseur métrique
En géométrie, et plus particulièrement en géométrie différentielle, le tenseur métrique est un tenseur d'ordre 2 permettant de définir le produit scalaire de deux vecteurs en chaque point d'un espace, et qui est utilisé pour la mesure des longueurs et des angles. Il généralise le théorème de Pythagore. Dans un système de coordonnées donné, le tenseur métrique peut se représenter comme une matrice symétrique, généralement notée {\displaystyle G}, pour ne pas confondre la matrice (en majuscule) et le tenseur métrique g. 
Dans ce qui suit, la convention de sommation d'Einstein est utilisée.

## Définition
Le tenseur métrique d'un espace vectoriel {\displaystyle E} de dimension finie n est un tenseur covariant de rang 2 (c'est-à-dire une forme bilinéaire) défini sur {\displaystyle E} :
{\displaystyle g} est :
- symétrique : {\displaystyle \forall (\mathbf {u} ,\mathbf {v} )\in E\times E\quad g(\mathbf {v} ,\mathbf {u} )=g(\mathbf {u} ,\mathbf {v} )} ;
- non dégénérée : {\displaystyle \forall \mathbf {u} \in E,\,\exists \mathbf {v} \in E,\,g(\mathbf {u} ,\mathbf {v} )\neq 0\quad \left({\text{et }}\forall \mathbf {v} \in E,\exists \mathbf {u} \in E,g(\mathbf {u} ,\mathbf {v} )\neq 0\right)} ;
- positive : {\displaystyle \forall \mathbf {u} \in E\quad g(\mathbf {u} ,\mathbf {u} )\geqslant 0} (à l'exception des pseudo-métriques, voir ci-dessous). E, muni de ce tenseur, est alors un espace euclidien.

Plus généralement, le tenseur métrique d'une variété différentielle est la donnée, en chaque point de la variété, d'un tenseur métrique sur l'espace tangent à la variété en ce point. L'attribution d'un tenseur métrique à cette variété fait de celle-ci une variété riemannienne (ou une variété pseudo-riemannienne dans le cas d'une pseudo-métrique).
On note le produit scalaire de deux vecteurs {\displaystyle u^{i}\mathbf {e} _{i}} et {\displaystyle v^{j}\mathbf {e} _{j}}, où i = 1, ..., n, de la manière suivante :
La notation {\displaystyle g_{ij}} est conventionnellement utilisée pour les composantes du tenseur métrique. En Relativité Restreinte, puis Générale, le tenseur métrique est noté, par convention {\displaystyle g_{\mu \nu }} où {\displaystyle \mu } et {\displaystyle \nu } sont éléments de l'ensemble {0,1,2,3}
Dans l'espace dual de {\displaystyle E}, la métrique conjuguée à celle de {\displaystyle E}, notée {\displaystyle g^{ij}} et appelée métrique duale ou métrique inverse (la matrice représentant ses composantes étant l'inverse de celle représentant les composantes de la métrique de {\displaystyle E} ), est un tenseur contravariant. Il respecte l'identité {\displaystyle g^{\mu \nu }\,g_{\nu \rho }\,=\,\delta _{\rho }^{\mu }\,}, qui permet de transformer des composantes contravariantes en composantes covariantes et vice versa.

## Pseudo-métrique
Lorsque {\displaystyle g(x,x)} n'est pas toujours positif, on peut parler de pseudo-métrique (c'est par exemple le cas de la métrique lorentzienne (encore appelée métrique de Minkowski) de l'espace de Minkowski). Dans ce cadre, {\displaystyle g(x,x)} (que l'on note alors {\displaystyle \eta (x,x)\,}) représente la pseudo-norme au carré. 

### Métrique minkowskienne (ou lorentzienne)
On note {\displaystyle s} la distance minkowskienne entre deux points {\displaystyle P_{1}} et {\displaystyle P_{2}} définie par :

avec comme matrice du produit scalaire : 
et {\displaystyle \mathrm {d} s^{2}} la distance minkowskienne au carré entre deux points infiniment voisins :
Pour un vecteur {\displaystyle x} d'un tel espace, nous avons les définitions suivantes :
Une courbe de cet espace-temps décrite par l'équation {\displaystyle (x^{0}(\tau ),x^{1}(\tau ),x^{2}(\tau ),x^{3}(\tau ))}, où {\displaystyle \tau } est un paramètre, admet comme vecteur tangent {\displaystyle \mathrm {d} x^{\mu }/\mathrm {d} \tau }. Le signe de la pseudo-norme au carré de ce vecteur est indépendant du choix de {\displaystyle \tau } et nous avons les définitions suivantes (cf. relativité restreinte) :

## Coordonnées rectilignes

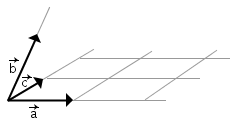

Dans le système de coordonnées d'une base quelconque {\displaystyle ({\vec {a}},{\vec {b}},{\vec {c}})} de l'espace vectoriel {\displaystyle E}, le tenseur métrique sur {\displaystyle E} se représente par ses composantes dans cette base. Ces composantes prennent la forme d'une matrice symétrique {\displaystyle G} dont les entrées se transforment de façon covariante lors d'un changement de base:
{\displaystyle G={\begin{pmatrix}\,{\vec {a}}.{\vec {a}}&&&{\vec {a}}.{\vec {b}}&&&{\vec {a}}.{\vec {c}}\,\,\\\,{\vec {b}}.{\vec {a}}&&&{\vec {b}}.{\vec {b}}&&&{\vec {b}}.{\vec {c}}\,\,\\\,{\vec {c}}.{\vec {a}}&&&{\vec {c}}.{\vec {b}}&&&{\vec {c}}.{\vec {c}}\,\,\end{pmatrix}}}
où {\displaystyle {\vec {a}}.{\vec {b}}} désigne le produit scalaire de {\displaystyle {\vec {a}}} et de {\displaystyle {\vec {b}}}. 
Si l'on connaît une autre base, mais qui soit orthonormée (par rapport au produit scalaire en question, c'est-à-dire celui associé au tenseur métrique), alors, en exprimant les vecteurs de la base {\displaystyle ({\vec {a}},{\vec {b}},{\vec {c}})} en fonction de cette base orthonormée, il sera facile de calculer ces produits scalaires.

## Cas des coordonnées curvilignes
Lorsqu'il s'agit d'un système de coordonnées curvilignes (sur une variété différentielle ℳ de dimension {\displaystyle m}), nous ne pouvons pas y définir de base intrinsèque globale, car les vecteurs {\displaystyle \mathbf {e} _{i}} de la base (intrinsèque) locale varient lorsque le point courant (de coordonnées {\displaystyle x^{i}}) de ℳ varie. {\displaystyle g} devient alors un champ tensoriel. Le « champ des bases locales » (appelé base holonome, base de coordonnées (en) ou repère lisse de coordonnées) que l'on a utilisé repère des vecteurs infinitésimaux, donc {\displaystyle g} peut être vu comme un « produit scalaire infinitésimal ». On adopte alors l'écriture suivante: {\displaystyle \mathrm {d} s^{2}=g_{ij}\mathrm {d} x^{i}\mathrm {d} x^{j}} (où {\displaystyle \mathrm {d} s} désigne la longueur de l'arc infinitésimal).

### Calcul à partir de données extrinsèques

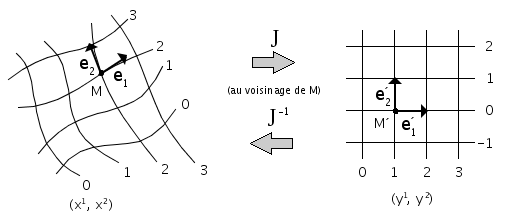
Coordonnées curvilignes.

Si ℳ est immergée dans un espace euclidien (de dimension {\displaystyle n\geq m}), le produit scalaire sur cet espace euclidien induira un produit scalaire sur ℳ. Recherchons le champ de tenseur métrique (induit) sur ℳ relatif à ce produit scalaire induit. Soit {\displaystyle B\,(\mathbf {e''} _{1},\mathbf {e''} _{2},...,\mathbf {e''} _{n})} une base orthonormée de cet espace euclidien (qui est donc une base extrinsèque pour ℳ). Remarquons, au passage, que, dans une base orthonormée, les composantes du tenseur métrique sont {\displaystyle g_{ij}=\delta _{ij}} (cf. delta de Kronecker). Appelons {\displaystyle J}, la matrice jacobienne des coordonnées du point courant de ℳ dans la base {\displaystyle B} (donc ces coordonnées sont extrinsèques) exprimées en fonction des coordonnées curvilignes (intrinsèques à la variété ℳ) de ce même point. Les colonnes de {\displaystyle J}, calculée au voisinage d'un point {\displaystyle M} de ℳ, fournissent une approximation linéaire des lignes de coordonnées (curvilignes) au voisinage de ce point {\displaystyle M}, puisqu'elles donnent les composantes dans la base {\displaystyle B} de vecteurs qui sont tangents en {\displaystyle M} aux lignes de coordonnées et qui constituent la base locale {\displaystyle (\mathbf {e} _{1},\mathbf {e} _{2},...,\mathbf {e} _{m})} en {\displaystyle M} associée aux coordonnées curvilignes en question. Il suffit alors de calculer les {\displaystyle m^{2}} produits scalaires possibles des vecteurs de la base locale pour obtenir les composantes (dans la base locale) du tenseur métrique en {\displaystyle M}. Ceci revient à calculer {\displaystyle J^{\mathsf {T}}J} en {\displaystyle M}. Constatons que cette matrice, qui représente donc les composantes du tenseur métrique dans la base locale et que l'on notera {\displaystyle G}, est sa propre transposée, c'est-à-dire qu'elle est bien une matrice symétrique. Remarquons que c'est une matrice carrée (m×m), alors qu'en général, {\displaystyle J}, qui est une matrice (n×m), ne l'est pas (car la dimension de la variété ℳ est en général inférieure à celle de l'espace euclidien dans lequel elle est immergée).
ou, en notation indicielle:

## Montée et descente d'indices
Le tenseur métrique permet de faire monter ou descendre les indices des composantes des vecteurs, des formes différentielles ou des tenseurs.
Prenons le cas du vecteur {\displaystyle \mathbf {x} =x^{\alpha }\mathbf {e_{\alpha }} }. Ce vecteur permet, par l'intermédiaire du tenseur métrique, de définir la forme linéaire {\displaystyle g(\mathbf {x} ,.)}, élément de l'espace dual, qui, à un vecteur {\displaystyle \mathbf {y} }, associe le réel {\displaystyle g(\mathbf {x} ,\mathbf {y} )}. En fonction des composantes des deux vecteurs et du tenseur métrique, ce réel s'exprime sous la forme :
{\displaystyle g(\mathbf {x} ,\mathbf {y} )=x^{\alpha }g_{\alpha \beta }y^{\beta }}
Dans la base duale {\displaystyle \mathbf {e^{\beta }} =(\mathbf {e_{\beta }} )^{\star }}, cela signifie que la forme linéaire {\displaystyle g(\mathbf {x} ,.)} a pour composantes {\displaystyle x_{\beta }=x^{\alpha }g_{\alpha \beta }}. Autrement dit, on passe des composantes d'un vecteur aux composantes de la forme linéaire associée en « abaissant les indices » au moyen du tenseur métrique, transformant le vecteur {\displaystyle x^{\alpha }\mathbf {e_{\alpha }} } en le covecteur {\displaystyle x_{\beta }\mathbf {e^{\beta }} }.
Réciproquement, si on se donne une forme linéaire {\displaystyle \varphi _{\beta }\mathbf {e^{\beta }} }, on reconstitue le vecteur dont elle est issue en « remontant les indices » : {\displaystyle \,\,x^{\alpha }=g^{\alpha \beta }\varphi _{\beta }}, le tenseur de composantes {\displaystyle g^{\alpha \beta }} étant le tenseur métrique inverse de {\displaystyle g}.
On a l'identité {\displaystyle g^{\mu \nu }\,g_{\nu \rho }\,=\,\delta _{\rho }^{\mu }\,}.

## Distances et angles
La longueur d'un segment d'une courbe paramétrée par {\displaystyle t}, partant du point {\displaystyle a} en {\displaystyle t_{1}} et arrivant au point {\displaystyle b} en {\displaystyle t_{2}} est définie par :
où {\displaystyle (x^{1}(t),...,x^{n}(t))} est l'équation décrivant cette courbe dans le système de coordonnées local.
L'angle {\displaystyle \theta } entre deux vecteurs {\displaystyle u} et {\displaystyle v} tangents en un même point est défini par :
La connaissance du tenseur métrique permet également de déterminer les géodésiques de l'espace sur lequel ce tenseur est défini.

## Changement de base
Lors d'un changement de base, les composantes du tenseur métrique se transforment de façon covariante, c'est-à-dire :
où {\displaystyle M} est la matrice de passage d'une base dans laquelle on connaît les composantes {\displaystyle g_{ij}} de la métrique vers une autre base pour laquelle on cherche les composantes {\displaystyle g'_{ij}} de cette même métrique.
Ou encore, en notation matricielle :

## Produit doublement contracté avec sa dérivée partielle
Le produit contracté doublement du tenseur métrique et de sa dérivée partielle change de signe lorsqu'on remonte les indices d'un facteur du produit et que l'on descend les indices de l'autre facteur :

## Quelques exemples

### Exemple 1
Dans un espace euclidien à 2 dimensions, en prenant un repère cartésien orthonormé, les composantes du tenseur métrique sont données par :
et la longueur d'un arc de courbe vaut :

### Exemple 2
On se propose de calculer les composantes du tenseur métrique pour le système de coordonnées sphériques d'un espace euclidien de dimension {\displaystyle 3\,}. Les équations suivantes nous donnent les coordonnées {\displaystyle (x,y,z)} d'un point de cet espace euclidien en rapport à un repère cartésien orthonormé exprimées en fonction des coordonnées sphériques de ce point {\displaystyle (r,\theta ,\phi )} : 
On peut maintenant écrire la matrice jacobienne de ce changement de coordonnées :
En appliquant les résultats du §Calcul à partir de données extrinsèques, les composantes du tenseur métrique dans la base locale en rapport au système de coordonnées sphériques seront données par le produit de la transposée de cette matrice jacobienne par cette matrice jacobienne elle-même, donc on trouve :

### Exemples de métriques

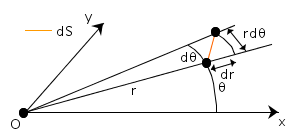
Coordonnées polaires.

Plan euclidien, coordonnées polaires : {\displaystyle (x^{1},x^{2})=(r,\theta )}

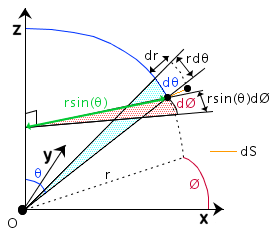
Coordonnées sphériques.

Espace euclidien, coordonnées cylindriques : {\displaystyle (x^{1},x^{2},x^{3})=(r,\theta ,z)}
Espace euclidien, coordonnées sphériques : {\displaystyle (x^{1},x^{2},x^{3})=(r,\theta ,\phi )}
{\displaystyle G={\begin{pmatrix}1&&0&&0\\0&&r^{2}&&0\\0&&0&&r^{2}\sin ^{2}\theta \end{pmatrix}}}

Espace de Minkowski, espace-temps plat (relativité restreinte) : {\displaystyle (x^{0},x^{1},x^{2},x^{3})=(ct,x,y,z)}
Métrique de Schwarzschild (solution particulière de la relativité générale; l'espace est ici courbé) : {\displaystyle (x^{0},x^{1},x^{2},x^{3})=(ct,r,\theta ,\phi )}